# 대한민국 상법 제528조
대한민국 상법 제528조는 합병의 등기에 대한 상법 회사법의 조문이다.

## 조문
제528조 (합병의 등기) ① 회사가 합병을 한 때에는 제526조의 주주총회가 종결한 날 또는 보고에 갈음하는 공고일, 제527조의 창립총회가 종결한 날 또는 보고에 갈음하는 공고일부터 본점소재지에서는 2주내, 지점소재지에서는 3주내에 합병후 존속하는 회사에 있어서는 변경의 등기, 합병으로 인하여 소멸하는 회사에 있어서는 해산의 등기, 합병으로 인하여 설립된 회사에 있어서는 제317조에 정하는 등기를 하여야 한다.  

②합병후 존속하는 회사 또는 합병으로 인하여 설립된 회사가 합병으로 인하여 전환사채 또는 신주인수권부사채를 승계한 때에는 제1항의 등기와 동시에 사채의 등기를 하여야 한다.  

第528條 (合倂의 登記) ① 會社가 合倂을 한 때에는 第526條의 株主總會가 終結한 날 또는 보고에 갈음하는 公告일, 第527條의 創立總會가 終結한 날 또는 보고에 갈음하는 公告日부터 本店所在地에서는 2週내, 支店所在地에서는 3週내에 合倂後 存續하는 會社에 있어서는 變更의 登記, 合倂으로 因하여 消滅하는 會社에 있어서는 解散의 登記, 合倂으로 因하여 設立된 會社에 있어서는 第317條에 定하는 登記를 하여야 한다. <改正 1998.12.28.>
②合倂後 存續하는 會社 또는 合倂으로 因하여 設立된 會社가 合倂으로 因하여 轉換社債 또는 新株引受權附社債를 承繼한 때에는 第1項의 登記와 同時에 社債의 登記를 하여야 한다. <改正 1984.4.10.>

## 같이 보기
- 회사의 분할